# Білоцерківська центральна районна бібліотека
Білоцерківська центральна районна бібліотека була організована і створена 25 серпня 1948 року, але роботу фактично розпочала 15 вересня, оскільки не було належного приміщення. У той час нараховувалося 750 примірників книг, обслуговувала бібліотека 90 читачів. У 1978 році була утворена районна Централізована бібліотечна система, в яку входило 53 бібліотеки.  Сьогодні Білоцерківська централізована бібліотечна система налічує 35 бібліотек-філій.

## Режим роботи
Пн-сб: 10-18
Пт: 10-18
Нд: вихідні.
Останній робочий день місяця – санітарний.

## Структура
- відділ методичної та бібліографічної роботи
- відділ обслуговування
- відділ комплектування та обробки літератури

## Діяльність
Центральна районна бібліотека стала осередком безперервної освіти бібліотечних працівників району. Постійному підвищенню професійного рівня сприяють відділи методичної та бібліографічної роботи, відділ комплектування та обробки літератури, відділ обслуговування. У районній бібліотеці при потребі знаходять затишок і необхідну допомогу школярі з усіх населених пунктів, для яких систематично організовуються конкурси, виставки, зустрічі з цікавими людьми.

## Фонди
Фонди бібліотеки налічують ________ екземплярів книг та інформаційних документів з усілякої тематики. Підбірка літератури спрямована на учнівську молодь, студентство, вчителів, педагогів. Також у наших залах можна знайти літературу для дітей, художню літературу, найрізноманітнішу періодику, що налічує----назв газет та журналів.  Цікаво в нас буде й тим, хто пише наукові роботи, як то: реферати, курсові, науково-дослідні роботи студентів, тощо. Крім книг представлені нотні видання, а також широкий вибір альбомів з мистецтва.